# Parvipelvia
Parvipelviens
Famille
Les Parvipelvia (parvipelviens en français) sont un clade éteint d'ichtyosaures euichthyosauriens ayant existé du Trias supérieur au début du Crétacé supérieur (du Norien moyen au Cénomanien), dans ce qui sont actuellement l'Asie, l'Australie, l'Europe, l'Amérique du Nord et du Sud. Nommé en 1999 par le paléontologue japonais Ryosuke Motani (d) (1967-), il contient les taxons basaux comme Macgowania (en) et Hudsonelpidia (en). Dans leur analyse de 2000, Michael W. Maisch (d) et Andreas T. Matzke (d) trouvent dans leur analyse sept synapomorphies qui soutiennent la validité de Parvipelvia. Ils trouvent également dix synapomorphies qui soutiennent l'existence d'un clade post-Trias d'ichtyosaures (tous parvipelviens à l'exclusion de Macgowania et Hudsonelpidia), pour lesquels le nom Neoichthyosauria s'est avéré disponible. Les Parvipelviens sont les seuls ichtyosaures à avoir survécu à l’extinction du Trias-Jurassique.

## Phylogénie
Parvipelvia est un taxon défini en 1999 comme « le dernier ancêtre commun de Hudsonelpidia (en), Macgowania (en), Ichthyosaurus et de tous ses descendants ». En 2000, Maisch et Matzke définissent également Neoichthyosauria, un taxon initialement nommé en 2000 par Paul Martin Sander (d), comme « le dernier ancêtre commun de Temnodontosaurus trigonodon et d’Ophthalmosaurus icenicus et de tous ses descendants ». Les cladogrammes ci-dessous suivent Motani (1999) et Maisch et Matzke (2000), :
|                                   | Suevoleviathan (en)                                                                                    |
|                                   | |
| Neoichthyosauria (par définition) | \| \| Eurhinosauria (en) \| \| \| \| \| \| Temnodontosaurus \| \| \| \| \| \| Thunnosauria \| \| \| \| |
|                                   | \| \| Eurhinosauria (en) \| \| \| \| \| \| Temnodontosaurus \| \| \| \| \| \| Thunnosauria \| \| \| \| |
|                                   | Eurhinosauria (en)                                                                                     |
|                                   | |
|                                   | Temnodontosaurus                                                                                       |
|                                   | |
|                                   | Thunnosauria                                                                                           |
|                                   | |

|  | Eurhinosauria (en) |
|  |                    |
|  | Temnodontosaurus   |
|  |                    |
|  | Thunnosauria       |
|  |                    |

|                                   | Suevoleviathan (en)                                                                                    |
|                                   | |
| Neoichthyosauria (par définition) | \| \| Eurhinosauria (en) \| \| \| \| \| \| Temnodontosaurus \| \| \| \| \| \| Thunnosauria \| \| \| \| |
|                                   | \| \| Eurhinosauria (en) \| \| \| \| \| \| Temnodontosaurus \| \| \| \| \| \| Thunnosauria \| \| \| \| |
|                                   | Eurhinosauria (en)                                                                                     |
|                                   | |
|                                   | Temnodontosaurus                                                                                       |
|                                   | |
|                                   | Thunnosauria                                                                                           |
|                                   | |

|  | Eurhinosauria (en) |
|  |                    |
|  | Temnodontosaurus   |
|  |                    |
|  | Thunnosauria       |
|  |                    |

|                                   | Suevoleviathan (en)                                                                                    |
|                                   | |
| Neoichthyosauria (par définition) | \| \| Eurhinosauria (en) \| \| \| \| \| \| Temnodontosaurus \| \| \| \| \| \| Thunnosauria \| \| \| \| |
|                                   | \| \| Eurhinosauria (en) \| \| \| \| \| \| Temnodontosaurus \| \| \| \| \| \| Thunnosauria \| \| \| \| |
|                                   | Eurhinosauria (en)                                                                                     |
|                                   | |
|                                   | Temnodontosaurus                                                                                       |
|                                   | |
|                                   | Thunnosauria                                                                                           |
|                                   | |

|  | Eurhinosauria (en) |
|  |                    |
|  | Temnodontosaurus   |
|  |                    |
|  | Thunnosauria       |
|  |                    |

|                                   | Suevoleviathan (en)                                                                                    |
|                                   | |
| Neoichthyosauria (par définition) | \| \| Eurhinosauria (en) \| \| \| \| \| \| Temnodontosaurus \| \| \| \| \| \| Thunnosauria \| \| \| \| |
|                                   | \| \| Eurhinosauria (en) \| \| \| \| \| \| Temnodontosaurus \| \| \| \| \| \| Thunnosauria \| \| \| \| |
|                                   | Eurhinosauria (en)                                                                                     |
|                                   | |
|                                   | Temnodontosaurus                                                                                       |
|                                   | |
|                                   | Thunnosauria                                                                                           |
|                                   | |

|  | Eurhinosauria (en) |
|  |                    |
|  | Temnodontosaurus   |
|  |                    |
|  | Thunnosauria       |
|  |                    |

|  | Leptopterygiidae (en)                                                |
|  |                                                                      |
|  | \| \| Suevoleviathan (en) \| \| \| \| \| \| Thunnosauria \| \| \| \| |
|  |                                                                      |
|  | Suevoleviathan (en)                                                  |
|  |                                                                      |
|  | Thunnosauria                                                         |
|  |                                                                      |

|  | Suevoleviathan (en) |
|  |                     |
|  | Thunnosauria        |
|  |                     |

|  | Leptopterygiidae (en)                                                |
|  |                                                                      |
|  | \| \| Suevoleviathan (en) \| \| \| \| \| \| Thunnosauria \| \| \| \| |
|  |                                                                      |
|  | Suevoleviathan (en)                                                  |
|  |                                                                      |
|  | Thunnosauria                                                         |
|  |                                                                      |

|  | Suevoleviathan (en) |
|  |                     |
|  | Thunnosauria        |
|  |                     |

|  | Leptopterygiidae (en)                                                |
|  |                                                                      |
|  | \| \| Suevoleviathan (en) \| \| \| \| \| \| Thunnosauria \| \| \| \| |
|  |                                                                      |
|  | Suevoleviathan (en)                                                  |
|  |                                                                      |
|  | Thunnosauria                                                         |
|  |                                                                      |

|  | Suevoleviathan (en) |
|  |                     |
|  | Thunnosauria        |
|  |                     |

|  | Leptopterygiidae (en)                                                |
|  |                                                                      |
|  | \| \| Suevoleviathan (en) \| \| \| \| \| \| Thunnosauria \| \| \| \| |
|  |                                                                      |
|  | Suevoleviathan (en)                                                  |
|  |                                                                      |
|  | Thunnosauria                                                         |
|  |                                                                      |

|  | Suevoleviathan (en) |
|  |                     |
|  | Thunnosauria        |
|  |                     |